# Господа Бронко
«Господа Бронко» (другое название — «Необузданные джентльмены»; англ. Gentlemen Broncos) — американский комедийный фильм Джареда Хесса с Майклом Ангарано в главной роли. Был выпущен в кинотеатрах США 30 октября 2009 года, но из-за плохих отзывов был снят с показа досрочно.

## Сюжет
Подросток Бенджамин (Бенджи) Пёрвис живёт со своей матерью-одиночкой Джудит, работающей дизайнером женской одежды и в свободное время конструирующей поделки из попкорна. Бенджи мечтает стать писателем-фантастом, поэтому отправляется в лагерь для начинающих писателей, взяв туда свой роман «Дрожжевые лорды». На конференцию, проводимую в лагере, приезжает некогда популярный, а ныне пожинающий плоды славы своего первого и единственного романа писатель Рональд Шевалье, который объявляет о конкурсе на лучшую работу среди подростков. Победитель конкурса получит возможность опубликовать своё произведение при поддержке Шевалье.
Несмотря на то, что из речей Шевалье становится ясно, что он человек с раздутым самомнением и скудной фантазией, Бенджи не обращает на это внимание и также сдаёт свой роман на конкурс, после чего возвращается домой. Там он узнаёт, что мать записала его в религиозную программу «Ангел-хранитель», в рамках которой к Бенджи приставлен умственно отсталый Дасти, что и выполняет роль ангела-хранителя. Основным увлечением Дасти является стрельба дротиками, начинёнными фекалиями, чему он и пытается научить своего протеже, но первый и единственный урок заканчивается конфузом — дротик попадает в Джудит. Помимо этого, Бенджи вскоре вновь встречает своих знакомых по лагерю, Табату и Лонни. Табата, которой Бенджи оставил копию романа, хорошо отзывается о последнем и предлагает продать права на экранизацию Лонни, снимающему низкобюджетные любительские фильмы. Бенджи соглашается, и Лонни выписывает ему чек на 500$. Заодно Бенджи участвует в съёмках одного из фальшивых трейлеров Лонни и Табаты.
Тем временем Шевалье, разбирающий конкурсные работы, получает ультиматум от своего издателя: либо он пришлёт новый роман, либо контракт с ним будет расторгнут. Шевалье, до этого безуспешно предлагавший издательству некоторые свои поделки, обращает внимание на «Дрожжевых лордов» и решает выдать эту книгу за своё собственное произведение, попутно изменив название на «Брутус и Бальзак» и поменяв имена и характеры основных героев романа. Издатель хвалит Рональда и отправляет книгу в печать.
Вскоре выходит фильм Лонни, и Бенджи с матерью приглашают на премьеру. Ещё перед началом сеанса Бенджи становится плохо после лицезрения себя в предшествующем фильму трейлере, и вместе с Табатой он покидает кинотеатр. В книжном магазине Бенджи находит свежевышедший роман Шевалье и с ужасом узнаёт в нём своих «Дрожжевых лордов»; помимо того, экранизация за авторством Лонни, оказавшаяся бездарным трэшем с кардинально изменённым сюжетом, получает массовое неодобрение, а вовремя подсуетившийся Шевалье обвиняет авторов фильма (в том числе и Бенджи, указанного в титрах как сценариста) в плагиате.
Раздавленный Бенджи идёт домой, где встречает Дасти. Тот, проявив несвойственную себе серьёзность, приободряет Бенджи и советует тому бороться за правду. Подросток воодушевляется и первым делом мстит именитому модельеру, пообещавшему прославить его мать как дизайнера в обмен на секс, с помощью дротиков Дасти, а после отправляется на публичную встречу к Рональду, подписывающему книги поклонникам в книжном магазине неподалёку. Вместо очередного экземпляра «Брутуса и Бальзака» Бенджи даёт на подпись копию оригинального романа, надеясь сподвигнуть Шевалье на раскаяние, но тот лишь делает хорошую мину при плохой игре и говорит, что Бенджи адаптировал его книгу для сценария фильма, после чего картинно хвалит подростка и обещает ему подарки как лучшему поклоннику. В ответ на это Бенджи бьёт Рональда по лицу и публично обвиняет писателя в воровстве; прибывшие полицейские арестовывают Бенджи за хулиганство.
Свой день рождения Бенджи встречает за решёткой. Джудит навещает его и дарит свёрток с печатными копиями всех его повестей и романов. Оказывается, что она регистрировала в Писательской Гильдии Америки всё, написанное сыном, начиная с семи лет, в надежде, что однажды это пригодится. Выйдя из заключения, Бенджи обращается в Гильдию, и вскоре все копии романа опозоренного Шевалье заменяют на оригинальных «Дрожжевых лордов».

## В ролях
| Актёр            | Роль                        |
| ---------------- | --------------------------- |
| Майкл Ангарано   | Бенджамин Пёрвис            |
| Дженнифер Кулидж | Джудит Пёрвис (мать Бенджи) |
| Джемейн Клемент  | доктор Рональд Шевалье      |
| Майк Уайт        | Дасти                       |
| Хэлли Файффер    | Табата                      |
| Эктор Хименес    | Лонни                       |
| Сэм Рокуэлл      | Бронко / Брутус             |
| Клайв Ревилл     | Клетас                      |

## Производство
В декабре 2007 года сайт JoBlo.com сообщил, что Джаред и Джеруша Хесс подписали контракт с Fox Searchlight Pictures на производство фильма на основе написанного ими сценария. Съемки начались в марте 2008 года в штате Юта. Большая часть фильма была снята в Туэле.

## Критика
Фильм получил в целом негативные отзывы кинокритиков. На сайте Rotten Tomatoes фильм имеет рейтинг 20 % на основе 80 рецензий со средним баллом 4 из 10. На сайте Metacritic фильм имеет оценку 28 из 100 на основе 21 рецензии критиков, что соответствует статусу «в целом неблагоприятные отзывы».